# アイスバン
アイスバン（英: Iced bun、スイスバン（Swiss bun）、アイスフィンガー（Iced finger）とも）は、上部に白またはピンク色の粉砂糖を塗した小型パン。パン生地は卵、牛乳やバターで作られた濃縮パンだったり、単純な長円形のロールパンの場合もある。一部のベーカリーまたはレシピでは追加のデザートを添えたり、バレエシューズや別の形に装飾したりしている。
アイスバンズは中身を充填することができる。「ラズベリーバン」には充填した少量のラズベリー（イチゴの場合もある）ジャムが含まれており、バンを噛んだ際に滲み出る。多くのサイズと形のバリエーションがあり、スプリンクルまたは椰子の実で覆う場合もある。焼成後に分裂する場合があり、その時には香りづけしたホイップクリームを充填させる。また中央部にレモンカード、頂上部にはレモンベースのアイシングが施されている。
アイスバンズはイギリスで人気がある。食べ方は人それぞれであり、そのままで食べる人もいれば、割って食べたり、食べる前にバンにバターをつけて食べる人もいる。